# Міста Кіпру
- Кіренія
- Ларнака
- Лімасол
- Нікосія
- Пафос
- Фамагуста